# Александер Риб
Александер Риб (хол. Alexander Rueb; Хаг, 27. децембар 1882 — Хаг, 2. фебруар 1959) је био холандски адвокат и дипломата. Један је од оснивача Међународне шаховске федерације ФИДЕ, чији је био први председник (1924 — 1949). На тој позицији наследио га је Фолке Рогард. Његова позната и замашна шаховска библиотека која је уништена у бомбардовању 1945. године, обновљена је после Другог светског рата и данас се налази у библиотеци амстердамског Универзитета.
Био је и међународни судија шаховске композиције. Дао је значајан допринос у области теорије шаховских студија.

## Дела
- De Schaakstudie (Gouda, 1949–1955, 5 vols.)
- Пет томова Bronnen van Schaakstudie.